# Місячна змова

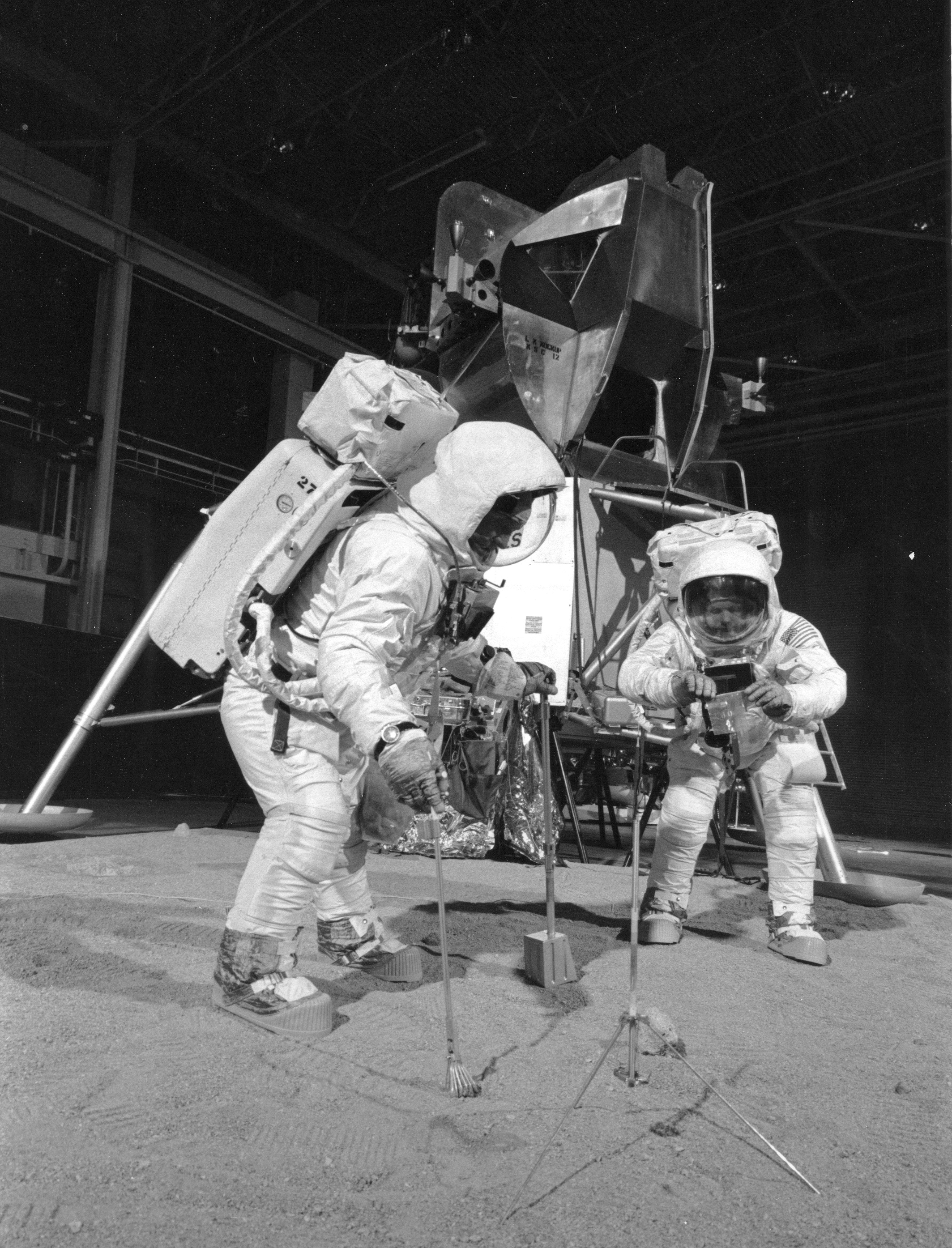
Астронавти Базз Олдрін та Ніл Армстронг під час тренування на Землі. Прихильники теорії змови стверджують, що відео про місію було зроблене з використанням аналогічних наборів цього навчального макета.

Місячна змова — конспірологічна теорія, яка стверджує, що більшість або всі елементи програми «Аполлон» та пов'язані з ними висадки астронавтів на Місяць були фальсифікаціями в постановці НАСА та інших організацій.
Ця теорія змови з'явилася одразу після першої висадки на Місяць 20 липня 1969 року. Її поширенню сприяв вихід літератури про місячну змову та експлуатація цієї теми в кіно, поєднані з загальною недовірою до офіційних заяв США в 1970-і роки.

## Зміст теорії
Теорія місячної змови полягає в уявленні, що США не здійснювали висадки своїх астронавтів на Місяць у межах програми «Аполлон», а всі чи більшість документальних свідчень висадок фальшиві. Зазвичай підставою для обману прихильники теорії змови вважають відсутність необхідних технологій в США і бажання виграти «космічні перегони» з СРСР, щоб довести свою першість.
У поширеному варіанті теорії змови стверджується, що висадка Ніла Армстронга та Базза Олдріна на Місяць 20 липня 1969 року була знята в павільйоні. Іноді говориться, що політ астронавтів був реальний, але їхній корабель «Аполлон-11» лише здійснив політ навколо Землі, а сцена висадки була сфальсифікована. Часто свідчення і наступних місій називаються підробленими.
Те, що СРСР офіційно визнав першість США в висадці на Місяць, породило похідну теорію змови, згідно з якою СРСР в обмін отримав ряд привілеїв від американців, зокрема доступ до західноєвропейського нафтогазового ринку.

## Походження та історія
Висадка американських астронавтів на Місяць 20 липня 1969 року стала першою великою перемогою США в «космічних перегонах» з СРСР. Радянські вчені та інженери встигли вивести першу людину (Юрія Гагаріна) на земну орбіту в 1961, а потім і у відкритий космос (Олексія Леонова) в 1965. Відколи Базз Олдрін та Ніл Армстронг побували на Місяці, туди висадилися ще 12 американських астронавтів. Після 1972 року висадок людей на природний супутник Землі не відбувалося.
Те, що представники інших держав не бували на Місяці, спричинило сумніви в реальності висадки американців. Спершу виникли припущення нібито Ніл Армстронг і Базз Олдрін ніколи не висаджувалися на Місяці, а всі фото і відео їхньої висадки підроблені з метою оголосити про перемогу в космічних перегонах. Додатковим аргументом стала загибель в 1967 році трьох астронавтів (Вірджил Ґріссом, Едвард Вайт і Роджер Чаффі), які готувалися до першого пілотованого польоту на Місяць. Вони згоріли живцем під час наземних випробувань. Звідси легенда, начебто вони хотіли розповісти правду про підготовку фальсифікації, за що їх вбила американська влада.
Внаслідок виходу науково-фантастичного фільму «Космічна одіссея 2001» (1968) з'явилися домисли, що його режисер Стенлі Кубрик зняв висадку астронавтів на Місяць у спеціально обладнаному павільйоні. Цій думці сприяли передові для свого часу декорації та спецефекти «Космічної одіссеї 2001», серед яких є ті, що зображають поверхню Місяця. Вперше місячну змову в кіно було обіграно (комедійно) в фільмі «Діаманти залишаються назавжди» (1971), де шпигун Джеймс Бонд у виконанні Шона Коннері вривається на знімальний майданчик, де астронавти зображають висадку на Місяць.
Перша книга, присвячена цьому питанню — книга Білла Кайзінга «Ми ніколи не були на Місяці: американське тридцятимільярдне шахрайство» (англ. We Never Went to the Moon: America's Thirty Billion Dollar Swindle), самвидавча публікація, що вийшла 1974 року, через два роки після того, як рейси програми «Аполлон» на Місяць припинилися. Автор стверджував, що шанси успіху польоту на Місяць були надто малими, тому безпечніше було сфальсифікувати висадку.
Фольклористка Лінда Дег припустила, що поширенню теорії змови посприяв Вотергейтський скандал 1972—1974 років, після якого американська громадськість була схильна не довіряти офіційним звітам. Уявлення про фальшивість висадки посилив фільм Пітера Гаямса «Козеріг один» (1978), у якому НАСА за згоди уряду США фальсифікує висадку на Марс. Корабель «Козеріг один» за виглядом ідентичний «Аполлону».
У 1980 році Товариство пласкої Землі звинуватило НАСА у фальсифікації посадок на Місяць, стверджуючи, що їх поставив Голлівуд за підтримки Волта Діснея, за сценарієм Артура Кларка та режисурою Стенлі Кубрика.
15 лютого 2001 року телемережа Fox TV показала програму «Теорія змови: чи висаджувалися ми на Місяць?», яку вів актор «Цілком таємно» Мітч Піледжі. В ній прихильники правдивості місячної змови зробили висновок, що в НАСА не було технічної можливості відправити астронавтів на Місяць, але через холодну війну з Радянським Союзом висадка була сфальсифікована.
Опитування Gallup 1999 року показало, що понад 6 % американців вірять у фальшивість висадки на місяць. Це число узгоджується з результатами опитування, проведеного у 1995 році Time/CNN. Олівер Мортон, автор книги «Місяць: історія майбутнього» (англ. The Moon: A History for the Future, 2019), вважає, що стійкість місячної змови не дивна. Весь сенс програми «Аполлон» був у тому, щоб довести реальність того, що більшість вважала неможливим. Програма «Аполлон» припала на час, коли оптимізм щодо могутності США змінився сумнівами. Війна у В'єтнамі, Вотергейтський скандал і негативні наслідки урбанізації створили сприятливі умови для думок, що США тільки прикидаються могутніми. Згідно з дослідженням «PLOS ONE», щоб підробити посадку на Місяць, знадобилося б понад 400 тис. змовників.
Британський журнал «Engineering & Technology» провів опитування щодо місячної змови в Великій Британії і виявив, що її прихильниками є 25 % опитаних.
Опитування ФОМ (рос. Фонд «Общественное мнение») у Росії 2000 року показало, що 28 % росіян вважали висадку американців на Місяць фальшивкою. До 2020 року їх стало вже 49%, згідно з ВЦИОМ.
В Росії місячна змова досліджувалася в книзі «Американці на Місяці: великий прорив чи космічна афера?» (рос. Американцы на Луне: великий прорыв или космическая афера?, 2009) Олександра Попова, який також оскаржував реальність місії «Союз — Аполлон». Виникли і похідні домисли, нібито СРСР випереджав США в своїй місячній програмі, але її було припинено через загибель космонавтів. Така версія зокрема стала темою псевдодокументального фільму «Перші на Місяці» (2005).

## Аргументи та контраргументи
| Твердження прихильників теорії змови | Спростування |
| --- | --- |
| Шанси успішної висадки людини на Місяць надто малі. | Джерелом цього твердження є звіт компанії Rocketdyne кінця 1950-х років. На той час він був правдивим, але до запуску «Аполлонів» розвиток технологій значно покращив шанси. У середині 1960-х років відділ підтримки «Аполлона» General Electric Company у Флориді провів масштабні дослідження надійності місії НАСА та оцінив їх у 90 %. |
| Астронавти на поверхні Місяця загинули б через влучання мікрометеоритів, сонячну радіацію та перегрів. | Скафандри астронавтів були обладнані протиметеоритним шаром. Звичайний рівень іонізуючого випромінювання на Місяці не настільки високий, щоб завдати астронавтам непоправної шкоди. Якби під час висадки він міг збільшитися через сонячний спалах, місію було б відкладено. Перегрів не загрожував астронавтам, бо їхні скафандри мали відбивне покриття та систему охолодження, що відводила надлишкове тепло тіла за допомогою сублімації льоду.                                                                     |
| Американські астронавти не змогли б пережили політ на Місяць через радіаційні пояси Землі. | Траєкторія польоту космічних кораблів програми «Аполлон» спеціально була побудована таким чином, щоб якомога швидше подолати радіаційні пояси. Крім того, астронавти були захищені від іонізуючого випромінювання корпусом корабля. Хоча радіаційні пояси становлять небезпеку для живих істот і обладнання, вона не така велика, щоб стати нездоланним бар'єром. |
| Фото, зроблені астронавтами, неправдоподібно якісні; такі фото не можна було зробити ручними фотокамерами. | Поряд із вдалими знімками існує значна кількість невдалих (розфокусованих, з поганою композицією), які не показувалися широкому загалу. Деякі фото були відкориговані, чим пояснюється різний розмір і орієнтація перехресть на них. |
| У сцені висадки Базза Олдріна та Ніла Армстронга використано штучне освітлення. На це вказує наявність плавних переходів між світлом і тінню на ґрунті, яких не повинно бути в безповітряному середовищі (повітря розсіює світло). | Різкі тіні були б у тому разі, якби Сонце було єдиним джерелом світла. Але на місці висадки астронавтів воно відбивається від навколишніх об'єктів, створюючи вторинні джерела освітлення. Хорошому освітленню сприяв високий альбедо місячного ґрунту. |
| На фото астронавтів видно непаралельні тіні. Отже, для освітлення використовувалися спрямовані в різні боки прожектори. | Якби місце посадки на Місяць освітлювалося декількома прожекторами, то всі об'єкти мали б декілька тіней. Непаралельність тіней пояснюється перспективою та нерівністю рельєфу. |
| На місці висадки видно яскраво освітлені плями, як від прожектора. | Це оптичний ефект, подібний до гало, зумовлений відбиттям сонячного світла від піщинок у камеру. Аналогічний ефект можна спостерігати на вкритій крапельками води траві. |
| На небі не видно зірок, а лише чорне небо. Отже, висадка астронавтів знята в павільйоні. | Зірки не видні через коротку витримку фото- та відеокамер. Якби витримка була довгою, то зірки можна було б побачити, але поверхня Місяця та астронавти були б надто світлі для розрізнення деталей. Той же ефект з відсутністю зірок спостерігається і на фото з інших місій. Такі астронавти, як Юджин Сернан, зазначали, що бачили зірки з Місяця. |
| Посадковий модуль повинен був лишити кратер під час посадки на вкриту пилом поверхню Місяця. Але його немає. Крім того, пил, що піднявся б від удару при посадці, повинен був осісти на опорах модуля, але його там не видно.      | Сила тяжіння на Місяці в 6 разів менша, ніж на Землі, тому наслідки зіткнення посадкового модуля з місячним ґрунтом менш помітні. До того ж модуль наприкінці посадки опускався повільно (приблизно 15 см/с). Крім того, на Землі старт і посадка апаратів з реактивними двигунами створює хмари пилу, який розносять потоки повітря. На Місяці атмосфери немає, тому пил змістився тільки безпосередньо під опорами і двигунами. Він не міг «піднятися в повітря» та потім осісти, бо на Місяці відсутнє повітря.      |
| Прапор США, встановлений Баззом Олдріном, майорить, як під дією вітру. На Місяці немає повітря, тому й вітру бути не може. | Прапор зім'ятий через погану натягненість між перпендикулярними стрижнями (горизонтальний стрижень вгорі перешкоджав його обвисанню). На оригінальному відео НАСА видно, що тканина рухається тільки тоді, коли до прапора торкаються астронавти. |
| Зразки каменів з Місяця насправді зібрані на Землі та є метеоритами місячного походження. | Астронавти за 6 експедицій привезли на Землю загалом 382 кг зразків місячних геологічних порід, що дуже багато, порівняно з масою метеоритів місячного походження на Землі. Камені вивчали не тільки американські вчені, але й їхні колеги з Росії, Японії і Китаю та не знайшли їх підробленими. Метеорити, що впали на Землю, мають сліди оплавлення через тертя об атмосферу. На зразках, доставлених американськими астронавтами, слідів оплавлення немає.                                                          |
| Зразків місячних геологічних порід менше, ніж заявлено. | Приблизно ¾ зразків місячного ґрунту поміщено на довготривале зберігання в сховище, розташоване на території Космічного Центру ім. Джонсона для майбутніх досліджень. Решта зразків передано до численних музеїв по всьому світу. Кожен справжній зразок супроводжується документом НАСА. |
| НАСА не має оригіналів відео виходу Армстронга й Олдріна на Місяць, які демонстрували б цю історичну подію в високій якості. Є лише записи висадки для телебачення.                                                                | Посадковий модуль був обладнаний відеокамерою, що записувала зображення в чорно-білому форматі SSTV 10 кадрів/с. Цей формат несумісний з телевізійними NTSC, PAL і SECAM, тому зображення потрібно було перетворити для трансляцій по телебаченню з втратою якості. Носії оригіналів з камери посадкового модуля були перезаписані наприкінці 1970-х — початку 1980-х років для потреб програми Landsat через нестачу кіноплівки. Проте в відкритому доступі є кадри, відзняті астронавтами за допомогою власних камер. |
| Коли Ніл Армстронг відображається у склі шолома Базза Олдріна, видно, що він не тримає в руках жодного обладнання. Отже, кадри, приписувані Армстронгу, зняв хтось сторонній.                                                      | Насправді в Ніла Армстронга була фотокамера. Вона була встановлена на передній частині його костюма зумисне, щоб лишити руки вільними. |
| Сцену висадки на Місяць зняв у павільйоні Стенлі Кубрик. Він використав для цього попередні напрацювання для фільму «Космічна одіссея 2001». Про це розповідає дружина Кубрика в інтерв'ю.                                         | Фільм і відеозаписи висадки Армстронга й Олдріна суттєво відрізняються. Якщо припустити, що їх зняв Кубрик, то неясно хто знімав висадки наступних експедицій. Кубрик вважався в США неблагонадійним після виходу його «Спартака» (1960) та «Доктора Стрейнджлава» (1964). Інтерв'ю дружини режисера є сценою з псевдодокументального фільму «Темний бік Місяця» (2002), що пародіює теорії змови. Запитання зумисне були поставлені таким чином, щоб відповіді було легко вирвати з контексту.                         |
| Комп'ютерам 1960-х років бракувало потужності для обрахування посадки на Місяць. | Таке враження складається, якщо порівнювати комп'ютер наведення «Аполлонів» з сучасними персональними комп'ютерами. Але комп'ютер наведення мав вузьку спеціалізацію, для якої його обчислювальної потужності вистачало. Більша частина інших обчислень виконувалася в Центрі керування польотом на кількох мейнфреймах. |
| Креслення ракети Сатурн V і посадкового модуля оголошені втраченими, щоб приховати їхню нездатність забезпечити висадку людини на Місяць.                                                                                          | Насправді вони не втрачені, оскільки повного набору креслень, зібраних в одному місці, ніколи не існувало. Креслення окремих компонентів зберігалися їхніми виробниками. Найбільше цих креслень зберігається в Центрі космічних польотів імені Маршалла в Гантсвіллі, штат Алабама, в Федеральному архіві у Іст-Пойнті, штат Джорджія, та в архіві компанії Rocketdyne. |
| Радянський Союз не намагався висадити людину на Місяць, знаючи, що це неможливо. | Насправді радянська програма висадки людини на Місяць існувала. Вона була призупинена через дві катастрофічні невдачі на випробуваннях ракети Н-1 в 1969 році, останнє з яких знищило стартовий майданчик. Розуміючи, що американську програму вже не випередити, радянські інженерні спрямували зусилля на розробку першої в історії орбітальної космічної станції «Салют-1», де ще могли здобути першість. |
| Радянський Союз ніколи офіційно не заперечував успіху програми «Аполлон», щоб не виказати сфальшованість власної місячної програми.                                                                                                | У такому разі незрозуміло, чому Радянський Союз сам не створив містифікацію висадки людини на Місяць. |
| Якби програма «Аполлон» була успішна, то її продовжували б і після 1972 року. | Здобуття першості в висадці людини на Місяць і закріплення успіху повторними експедиціями усунуло мотивацію для подальших польотів на Місяць. |

## Докази реальності висадки людей на Місяць

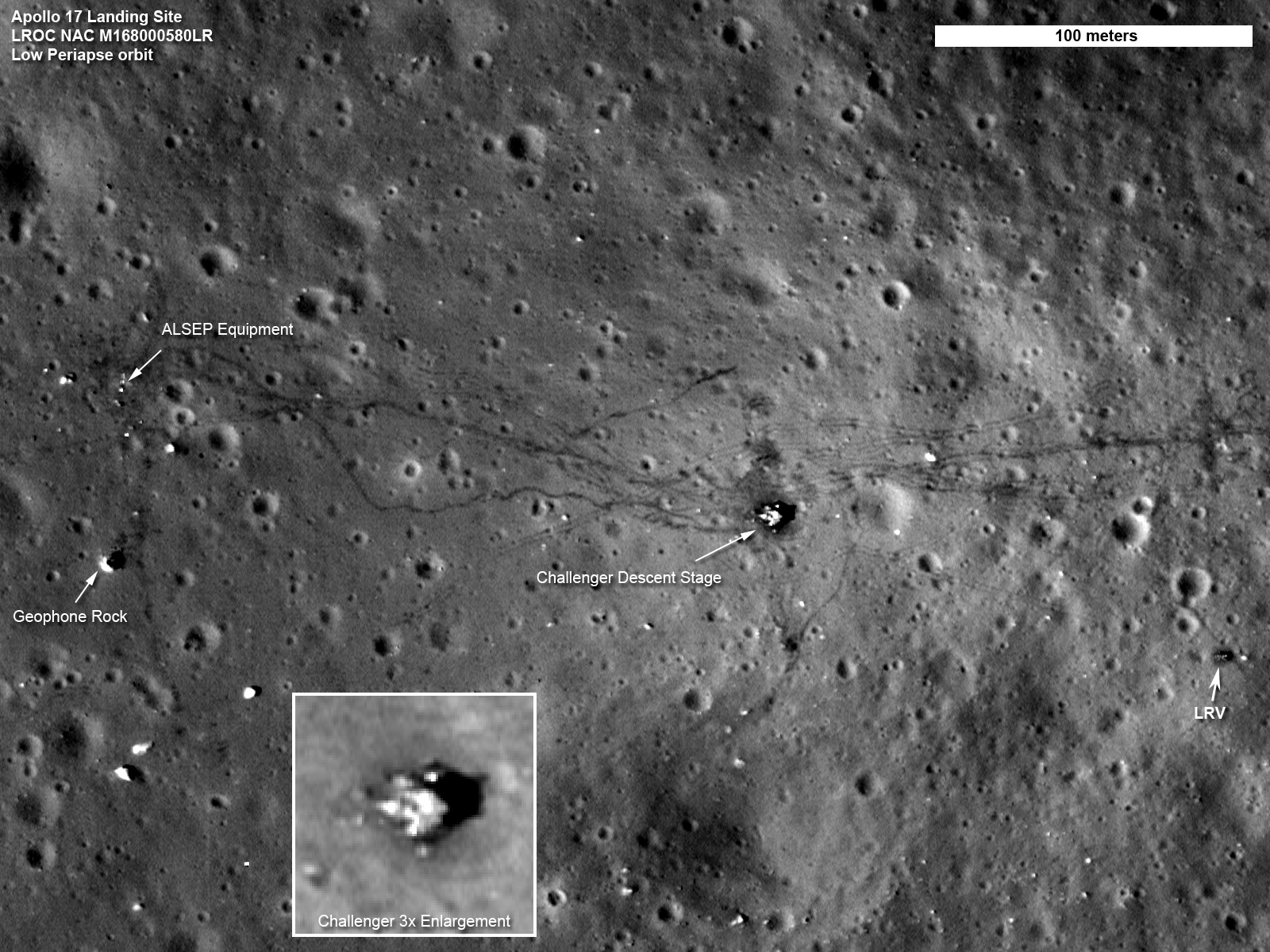
Фото місця посадки «Аполлона-17», зроблене станцією Lunar Reconnaissance Orbiter

Польоти «Аполлонів» у навколоземному просторі неодноразово фіксувалися обсерваторіями та астрономами-аматорами від США до Нової Зеландії, що засвідчено фотографіями.
Непрямим доказом висадки астронавтів є результати лазерної локації Місяця, що використовувала відбивач лазерного променя, встановлений Армстронгом і Олдріном на природному супутнику Землі. Відбивачі, встановлені екіпажами «Аполлона-11», «Аполлона-14» і «Аполлона-15» досі функціонують.
Супутник TD-1A в 1972 році отримав знімки зірок в ультрафіолетовому спектрі, дуже схожі до знімків, зроблених ультрафіолетовою камерою «Аполлона-16».
У жовтні-листопаді 1977 року радянський радіотелескоп РАТАН-600 спостерігав усі 5 радіопередавачів ALSEP, розміщених на поверхні Місяця посадковими місіями «Аполлонів», за винятком «Аполлона-11».
Фотографічні докази реальності посадки «Аполлонів» на Місяць отримували японський навколомісячний супутник SELENE у 2008 році, індійські Чандраян-1 і Чандраян-2 в 2009 та 2021 відповідно. Ними сфотографовані посадкові модулі кораблів «Аполлон-11», «Аполлон-12» і «Аполлон-15».
Автоматична міжпланетна станція Lunar Reconnaissance Orbiter сфотографувала посадковий модуль «Аполлона-11» у 2011 році з навколишнім обладнанням, чим остаточно довела реальність висадки американських астронавтів у 1969 році. Нею також сфотографовано прапори всіх наступних місій «Аполлонів» (прапор з «Аполлона-11» впав при відльоті через роботу двигуна модуля повернення).
Карл Саган, що безпосередньо брав участь у розвитку програми «Аполлон», залишив свої думки, щодо прибічників «змови»:
|                                                          | Мені пощастило брати участь у програмі «Аполлон», але я не засуджую тих, хто вважає, буцімто цей політ вигаданий, а його кадри знято у голлівудській студії. |
| — Карл Саган, Блакитна цятка. Космічне майбутнє людства. | |

## Зображення місячної змови в масовій культурі
Ідея про фальшиву космічну місію з'явилася задовго до польоту «Аполлона-11». У 1956 році Джеймс Едвард Ґанн написав науково-фантастичне оповідання «Печера ночі», що описує обман за участю ВПС Сполучених Штатів, які через брак коштів імітують перший американський космічний політ з астронавтом.
Комедійна сцена, що зображає зйомки висадки астронавтів на Місяць у павільйоні міститься в фільмі «Діаманти залишаються назавжди» (1971). Фільм «Козеріг один» (1978) обігрує місячну змову, але з фальшивою висадкою астронавтів на Марс. В анімаційному фільмі «Футурама: У дику зелену далечінь» (2009) головний герой дізнається, що Річард Ніксон стояв за підробкою висадки на Місяць. У фільмі «Інтерстеллар» (2014) США в майбутньому приймають місячну змову як офіційну позицію щодо своїх польотів на Місяць. У французькій комедії «Місячна афера» (2015) агенту ЦРУ доручено найняти Стенлі Кубрика для зйомок фальшивої посадки на Місяць. В американо-канадському трилері «Операція „Лавина“» (2016) розповідається про двох агентів ЦРУ, які проникають у НАСА в 1967 році та виявляють, що висадка на Місяць технічно неможлива, і виявляються втягнутими в змову. Романтична комедія «Забери мене на місяць» (2024) описує як у НАСА розробляють фальшиву місію «Аполлона-11» на випадок провалу справжньої.
Документальний фільм «Теорія змови: чи були ми на Місяці» (2001) повторює тези книги Білла Кайзінга. Місячна змова є темою псевдодокументального французького фільму «Темний бік Місяця» (2002). Документальний фільм «Кімната 237» (2009) досліджує пошуки «прихованого сенсу» в фільмах Кубрика, зокрема віру в його стосунок до місячної змови. «Руйнівники міфів» в епізоді № 104 2008 року спростували твердження прихильників теорії змови.
У кліпі «Amerika» (2004) гурту «Rammstein» виконавці зображають астронавтів на знімальному майданчику. В кліпі ««On Top of the World»» (2013) гурту «Imagine Dragons» показано як Кубрик знімає висадку на Місяць.